# M'doukel
M'doukel (în arabă أمدوكل) este o comună din provincia Batna, Algeria.
Populația comunei este de 9.010 locuitori (2008).